# Streitpfarre
Eine Streitpfarre – ein historisches Problem im Vogtland – war bis zum Jahre 1845 eine Parochie oder auch Pfarrei, bei der es Irrungen und Streitigkeiten zwischen Landesherren und Lehnsherren, konkret dem König von Bayern (und zuvor bereits unter Brandenburg-Kulmbach bzw. Bayreuth) und dem Sachsens gab. Dabei ging es sowohl um das Recht zur Besetzung der Pfarrstelle – Kollaturrecht genannt – als auch um das Patronatsrecht, also darum, ob und wie der Pfarrer von Sachsen oder Bayern (Hofer Pfaffenscheffel) bezahlt wird. Nach der „Sächsischen Kirchengalerie“ des Pfarrers Max Allwill Bühring vom November 1910 gehörte Eichigt mit den Kirchfahrten Großzöbern, Krebes, Mißlareuth, Sachsgrün, Wiedersberg und der (seit 1815) preußischen Enklave Gefell zu den sogenannten Streitpfarren.
Die Gemeinde Eichigt war beispielsweise damals eine Filiale der im Jahre 1082 gegründeten Hofer Pfarrkirche St. Lorenz. Mit der Reformation änderten sich die Zuständigkeiten. Im Erbbuch des Amtes Voigtsberg steht im Jahre 1542 geschrieben, „die pfarr Eichich gehet vom pfarher zum Hoff zu lehen“. Das hatte zur Folge, dass für die Pfarrei Oelsnitz zuständig war, die Besetzung der Pfarrstelle und die Einweisung des Pfarrers jedoch immer gemeinsam durch die Superintendenten von Hof und Oelsnitz vorgenommen wurde. Die Verantwortlichen in Sachsen hatten vor allem damit ihre Probleme, dass die Pfarren in der Regel durch einen Geistlichen aus Bayern besetzt wurden, wie es auch im Falle des im Zusammenhang mit der „gastlichen Aufnahme“ des Freiherrn Adolph von Lützow im Pfarrhaus Eichigt auf seinem Feldzug nach „Bayreuth“ bekannt gewordenen Pastor Wirth der Fall war. Er ging nur kurze Zeit später in den Ruhestand nach Bayern.
Die Bereinigung des Problems erfolgte wie folgt: Am 8. und 11. November 1844 (war) durch die beiderseitigen Regierungsbevollmächtigten vorbehaltlich der königlichen Ratifikationen eine Übereinstimmung abgeschlossen und ausgefertigt worden. „Um die zwischen der Krone Sachsen und dem Königreiche Bayern erwachsenen Irrungen über die sogenannten Streitpfarreien und um die Abtretung des der Krone Bayern zustehenden Pfaffenscheffel-Gefälls auf königlich sächsischem Gebiete an die Krone Sachsen auf dem Wege der billigen Ausgleichung und gütlichen Vereinigung freundnachbarlich zu erledigen, sind Kommissarien ernannt worden und zwar vom Könige von Sachsen der Amtshauptmann Hans Guido Hugo von Schütz zu Plauen, vom König von Bayern der Regierungsrat Franz Joseph Brand zu Bayreuth, welche nach gepflogenen Verhandlungen folgende Vereinbarung bis auf Allerhöchste Ratifikation abgeschlossen haben: Abtretung des der Krone Bayern zustehenden Patronatsrechtes auf die sog. Streitpfarreien im Königreich Sachsen an die Krone Sachsen usw.“
Im Ergebnis der Verhandlungen gab es einen Antrag des Königlich Bayerischen Hofes von 1812 „wegen abtretung des … ueber mehrere koeniglich saechsische pfarreyen ausgeuebten patronatrechts und einer damit unter dem namen pfaffenscheffel verbundenen rente“.
Dieser Staatsvertrag, welcher in 21 Paragraphen die beiderseitigen Abmachungen enthält, hat seine Ratifikation am 12. März 1845 erhalten. Eine wörtliche Abschrift dieses Vertrages durch die Kanzlei des Kultusministeriums in Dresden, unter dem 6. Mai 1845 ausgehändigt, befindet sich (1010, Red.) im hiesigen Pfarrarchiv (zu Eichigt, Red.). Nach Art. 12, 13, 15 wird das der Krone Bayern in sächsischen Ortschaften zustehende Pfaffenscheffel-Gefäll von 77 Scheffel 2 Achtel 10 Maß Korn, 1 Scheffel 6 Achtel – Maß Gerste, 56 Scheffel 5 Achtel 14 Maß Haber, Althöfer Gemäßes an Sachsen zediert, und samt dem Betrag von 15 Kreuzern fränkisch oder 18¾ Kreuzer rheinisch vom Rittergut Troschenreuth gegen eine nach den Normen des für das Königreich Sachsen bestehenden Ablösegesetzes vom 17. März 1832 berechnete Vergütung von 13.173 Talern 22 Ngr. 5 Pfg. oder 23054 Gulden 3¾ Kreuz. rheinisch überlassen."
Die sächsischen Ortschaften, die den Pfaffenscheffel zu entrichten hatten, waren: Berglas, Blosenberg, Dehles, Ebersberg, Eichigt, Gassenreuth, Grobau, Gutenfürst, Heinersgrün, Kemnitz, Krebes, Loddenreuth, Mißlareuth, Posseck, Ramoldsreuth, Reinhardtswalde, Ruderitz, Sachsgrün, Troschenreuth und Großzöbern.
„Mit dem Übergang des Patronatsrechts an die Krone Sachsen hörte die Besetzung der (Streitpfarren, wie auch der) hiesigen (Eichigter) Pfarre mit solchen Geistlichen auf, die entweder fränkischer Abkunft waren oder aus Bayern hierher versetzt wurden und andererseits von hier auf bayrische Stellen übersiedelten.“

## Quelle
- Pfarrer Max Allwill Bühring – Neue Sächsische Kirchengalerie, November 1910